# Местные выборы в Киеве (2014)
Внеочередны́е вы́боры городско́го головы́ Ки́ева и депута́тов Ки́евского городско́го сове́та 2014 го́да — выборы городского головы Киева и Киевского городского совета, назначенные на 25 мая 2014 года. 
Выборы городского головы проводились в один тур, выборы депутатов Киевсовета проводились по смешанной системе — 60 депутатов по партийным спискам и 60 депутатов были избраны в мажоритарных округах.

## Хронология
2 июня 2012 года городской голова Киева Леонид Черновецкий за 1 день до истечения срока своих полномочий подал в отставку. После отставки Черновецкого исполняющим обязанности Киевского городского головы была назначена секретарь Киевского городского совета Галина Герега. 
16 апреля 2013 года в Верховной раде Украины было вынесено на голосование постановление о проведении внеочередных выборов киевского городского головы и депутатов Киевского городского совета, за которое проголосовали только 200 народных депутатов при 226 необходимых.
30 мая 2013 года Конституционный суд Украины принял решение, согласно которому выборы в Киеве должны проводиться одновременно с местными выборами в 2015 году.
25 февраля 2014 года Верховная рада Украины назначила внеочередные выборы городского головы Киева и депутатов Киевского городского совета. Дата выборов — 25 мая 2014 года.
Причины того, что выборы не были проведены  в срок в 2012 и 2013 годах, явилось нежелание президента Украины Януковича получить легитимного городского главу, способного помешать ему переизбраться на выборах президента 2015 года (которые из-за событий на Майдане не состоялись). Так же этих выборов не хотела верхушка партии регионов, зная о своих низких рейтингах, а значит и шансов получить в Киевсовете серьёзное представительство. 
1 апреля 2014 года Верховная рада Украины не поддержала предложение проведения выборов городского головы Киева в два тура.
5 апреля 2014 года стартовала избирательная кампания по внеочередным выборам городского головы и депутатов Киеврады. Срок полномочий избранных на внеочередных выборах городского головы и депутатов Киеврады продлится около 1,5 лет — до очередных местных выборов, которые будут проводиться в октябре 2015 года. Выдвижение кандидатов на городского голову и депутатов Киевсовета по партийным спискам начинается с 21 апреля и заканчивается 27 апреля, депутатов в мажоритарных округах — с 25 по 29 апреля. Закон запрещает одновременно баллотироваться и на городского голову и в депутаты Киевсовета.

## Кандидаты
30 апреля Киевская городская территориальная избирательная комиссия завершила регистрацию кандидатов для участия в выборах городского головы Киева.
- Владимир Бондаренко, народный депутат Украины, глава Киевской городской государственной администрации (с 7 марта 2014 года).
- Виталий Кличко, народный депутат Украины, лидер партии «Украинский демократический альянс за реформы»
- Андрей Ильенко, народный депутат Украины, председатель киевской городской организации Всеукраинского объединения «Свобода»
- Леся Оробец, народный депутат Украины
- Николай Катеринчук, народный депутат Украины, лидер Европейской партии Украины
- Вячеслав Кириленко, народный депутат Украины, лидер партии «За Украину!»
- Алексей Мочанов, автогонщик, журналист
- Иван Салий, экс-представитель Президента Украины в Киеве, экс-председатель Киевской городской государственной администрации
- Александр Омельченко, экс-Киевский городской голова, экс-председатель Киевской городской государственной администрации
- Игорь Насалик, городской голова Калуша
- Олег Деревянко, общественный и культурный деятель
- Геннадий Балашов, лидер политической партии «5.10»
- Александр Комнацкий, первый секретарь Киевского городского комитета Коммунистической партии Украины
- Дарт Вейдер, первый заместитель председателя Интернет-партии Украины
- Людмила Василенко, генеральный директор ООО «Агробонус»
- Валерий Кондрук, президент компании «Фармпланета»
- Виктор Смалий, адвокат «Дорожного контроля»
- Виктор Довгий, экс-депутат Киевского городского совета
- Андрей Миргородский, проектный директор ООО «Проектные системы ЛТД»

## Социологические опросы

### Выборы Киевского городского головы
| Кандидат             | % голосов          | % голосов                           | % голосов                                | % голосов      | % голосов                                     | % голосов                   | % голосов                         | % голосов          | % голосов             | % голосов |
| Кандидат             | Выборы 25 мая 2008 | «Рейтинг», 25 февраля— 6 марта 2013 | Центр Разумкова, 3 апреля— 8 апреля 2013 | 20—26 мая 2013 | Research& Branding Group, 25 июня—5 июля 2013 | «Рейтинг», 22—28 марта 2014 | Центр Разумкова, 22—28 марта 2014 | КМИС, 3—6 мая 2014 | ИИРРУ, 15—18 мая 2014 |           |
| -------------------- | ------------------ | ----------------------------------- | ---------------------------------------- | -------------- | --------------------------------------------- | --------------------------- | --------------------------------- | ------------------ | --------------------- | --------- |
| Виталий Кличко       | 18,0               | 28,1                                | 35,8                                     | 30,7           | 33,1                                          | —                           | 52,5                              | 41,6               | 40,4                  |           |
| Владимир Бондаренко  | —                  | —                                   | —                                        | —              | —                                             | 7,3                         | 10,5                              | 5,9                | 10,4                  |           |
| Николай Катеринчук   | 4,4                | 1,0                                 | 5,6                                      | 2,7            | 5,9                                           | 10,8                        | 9,4                               | 6,2                | 7,2                   |           |
| Александр Попов      | —                  | 19,2                                | 18,0                                     | 15,5           | 16,2                                          | —                           | —                                 | —                  | —                     |           |
| Пётр Порошенко       | —                  | 5,4                                 | 14,6                                     | 9,8            | 11,1                                          | —                           | —                                 | —                  | —                     |           |
| Анатолий Гриценко    | —                  | 1,4                                 | —                                        | 2,0            | 5,3                                           | 10,0                        | —                                 | —                  | —                     |           |
| Олег Ляшко           | —                  | 1,2                                 | 3,2                                      | 1,5            | 3,1                                           | 7,5                         | —                                 | —                  | —                     |           |
| Юрий Луценко         | —                  | —                                   | —                                        | —              | —                                             | 7,0                         | —                                 | —                  | —                     |           |
| Владимир Макеенко    | —                  | —                                   | —                                        | —              | —                                             | 4,5                         | —                                 | —                  | —                     |           |
| Вячеслав Кириленко   | —                  | —                                   | —                                        | —              | —                                             | 3,7                         | 1,9                               | 0,4                | —                     |           |
| Леся Оробец          | —                  | —                                   | —                                        | —              | —                                             | 3,7                         | 4,1                               | 2,7                | 1,4                   |           |
| Андрей Ильенко       | —                  | 3,5                                 | 7,1                                      | 3,6            | 1,8                                           | 2,4                         | 4,2                               | 1,1                | —                     |           |
| Александра Кужель    | —                  | 3,2                                 | —                                        | —              | —                                             | —                           | 3,7                               | —                  | —                     |           |
| Виктор Пилипишин     | 6,7                | —                                   | —                                        | —              | —                                             | —                           | 1,9                               | —                  | —                     |           |
| Александр Омельченко | 2,4                | 1,1                                 | —                                        | —              | —                                             | —                           | —                                 | 5,2                | 6,9                   |           |
| Игорь Насалик        | —                  | —                                   | —                                        | —              | —                                             | —                           | 1,8                               | —                  | —                     |           |
| Игорь Луценко        | —                  | —                                   | —                                        | —              | —                                             | 0,9                         | 2,4                               | —                  | —                     |           |

### Выборы в Киевский городской совет
| Партия/блок                                  | % голосов          | % голосов                           | % голосов                 | % голосов                   | % голосов                          | % голосов             |
| Партия/блок                                  | Выборы 25 мая 2008 | «Рейтинг», 25 февраля— 6 марта 2013 | «Рейтинг», 20—26 мая 2013 | «Рейтинг», 22—28 марта 2014 | Центр Разумкова, 11—17 апреля 2014 | ИИРРУ, 15—18 мая 2014 |
| -------------------------------------------- | ------------------ | ----------------------------------- | ------------------------- | --------------------------- | ---------------------------------- | --------------------- |
| ВО «Батькивщина»                             | 22,8               | 12,9                                | 12,2                      | 17,0                        | 15,4                               | 8,1                   |
| Украинский демократический альянс за реформы | 10,6               | 28,3                                | 23,0                      | 15,3                        | 42,1                               | 35,2                  |
| Европейская партия Украины                   | 3,5                | 1,1                                 | 1,7                       | 8,8                         | 6,4                                | 2,9                   |
| Радикальная партия Олега Ляшко               | —                  | 1,6                                 | 1,1                       | 6,5                         | 3,8                                | 2,9                   |
| ВО «Свобода»                                 | 2,0                | 11,0                                | 11,5                      | 5,4                         | 9,7                                | —                     |
| «Гражданская позиция»                        | —                  | —                                   | —                         | 5,4                         | 3,1                                | 3,2                   |
| «Правый сектор»                              | —                  | —                                   | —                         | 3,5                         | 2,8                                | —                     |
| Демократический альянс                       | —                  | —                                   | —                         | 2,8                         | 1,3                                | —                     |
| Партия регионов                              | 4,0                | 9,2                                 | 8,9                       | 2,4                         | 1,6                                | —                     |
| Коммунистическая партия Украины              | 2,2                | 1,9                                 | 2,7                       | 2,1                         | 1,5                                | —                     |
| «Киевляне прежде всего»                      | —                  | —                                   | —                         | —                           | 1,5                                | —                     |
| Украинская партия «Единство»                 | —                  | —                                   | —                         | —                           | 1,1                                | 3,6                   |
| Всеукраинское объединение «Демократы»        | —                  | —                                   | —                         | —                           | —                                  | 3,2                   |
| «Новая жизнь»                                | —                  | —                                   | —                         | —                           | —                                  | 2,6                   |
| Объединение «Самопомощь»                     | —                  | —                                   | —                         | —                           | 0,3                                | —                     |

## Экзит-полл
По данным экзит-полла, проведённого Савик Шустер Студией, победу на выборах Киевского городского головы одержал Виталий Кличко, а в Киевраду по партийным списам прошли представители 8 партий.
| Кандидат             | Результат, % |
| -------------------- | ------------ |
| Виталий Кличко       | 57,4         |
| Леся Оробец          | 10,3         |
| Владимир Бондаренко  | 8,2          |
| Александр Омельченко | 6,1          |
| Николай Катеринчук   | 5,2          |
| Андрей Ильенко       | 3,1          |
| Алексей Мочанов      | 2,2          |
| Геннадий Балашов     | 2,2          |

| Партия                                       | Результат, % |
| -------------------------------------------- | ------------ |
| Украинский демократический альянс за реформы | 42,3         |
| Радикальная партия Олега Ляшко               | 7,9          |
| ВО «Свобода»                                 | 7,7          |
| Объединение «Самопомощь»                     | 7,4          |
| ВО «Батькивщина»                             | 4,7          |
| «Новая жизнь»                                | 4,1          |
| Демократический альянс                       | 3,1          |
| Гражданская позиция                          | 3,5          |
| Украинская партия «Единство»                 | 3,4          |
| Европейская партия Украины                   | 2,5          |
| Политическая партия «5.10»                   | 1,5          |
| ВО «Демократы»                               | 1,5          |
| «Общее действие»                             | 1,1          |
| Демократическая партия Украины               | 1,0          |
| Партия зелёных Украины                       | 1,0          |
| Партия регионов                              | 0,8          |

## Результаты

### Выборы Киевского городского головы
Результаты досрочных выборов Киевского городского головы 25 мая 2014 года
| Кандидат   | Кандидат             | Партия                                       | Голоса  | %        | +/−      |
| ---------- | -------------------- | -------------------------------------------- | ------- | -------- | -------- |
|            | Виталий Кличко       | Украинский демократический альянс за реформы | 765 020 | 56,70 %  | ▲38,73 % |
|            | Леся Оробец          | Беспартийная                                 | 114 137 | 8,46 %   | —        |
|            | Владимир Бондаренко  | Всеукраинское объединение «Батькивщина»      | 107 333 | 7,95 %   | —        |
|            | Александр Омельченко | Украинская партия «Единство»                 | 101 580 | 7,52 %   | ▲5,15 %  |
|            | Николай Катеринчук   | Европейская партия Украины                   | 69 505  | 5,15 %   | ▲0,72 %  |
|            | Андрей Ильенко       | Всеукраинское объединение «Свобода»          |         |          |          |
|            | Алексей Мочанов      | Всеукраинское объединение «Демократы»        |         |          |          |
|            | Геннадий Балашов     | Политическая партия «5.10»                   |         |          |          |
|            | Вячеслав Кириленко   | «За Украину!»                                |         |          |          |
|            | Дарт Вейдер          | Интернет-партия Украины                      |         |          |          |
|            | Иван Салий           | Беспартийный                                 |         |          |          |
|            | Александр Комнацкий  | Коммунистическая партия Украины              |         |          |          |
|            | Игорь Насалик        | Радикальная партия Олега Ляшко               |         |          |          |
|            | Олег Деревянко       | Украинская народная партия                   |         |          |          |
|            | Людмила Василенко    | Беспартийная                                 |         |          |          |
|            | Андрей Миргородский  | Беспартийный                                 |         |          |          |
|            | Виктор Смалий        | Беспартийный                                 |         |          |          |
|            | Валерий Кондрук      | Беспартийный                                 |         |          |          |
| Всего ( %) | Всего ( %)           | '                                            |         | 100,00 % | —        |

### Выборы в Киевский городской совет
Результаты досрочных выборов депутатов Киевского городского совета 25 мая 2014 года
| Партии     | Партии                                                         | Голоса    | %        | +/−      | Выбрано на пропорциональной основе | Выбрано в одномандатных округах | Всего мест |
| ---------- | -------------------------------------------------------------- | --------- | -------- | -------- | ---------------------------------- | ------------------------------- | ---------- |
|            | Украинский демократический альянс за реформы                   | 535 709   | 40,56 %  | ▲29,95 % | 30                                 | 47                              | 77         |
|            | Радикальная партия Олега Ляшко                                 | 121 686   | 9,21 %   | —        | 7                                  | —                               | 7          |
|            | Объединение «Самопомощь»                                       | 90 791    | 6,87 %   | —        | 5                                  | —                               | 5          |
|            | Всеукраинское объединение «Свобода»                            | 85 886    | 6,50 %   | ▲4,42 %  | 5                                  | 1                               | 6          |
|            | Всеукраинское объединение «Батькивщина»                        | 54 698    | 4,14 %   | ▼18,65 % | 3                                  | —                               | 3          |
|            | «Гражданская позиция»                                          | 47 768    | 3,61 %   | —        | 3                                  | —                               | 3          |
|            | «Новая жизнь»                                                  | 44 815    | 3,39 %   | —        | 3                                  | —                               | 3          |
|            | Украинская партия «Единство»                                   | 43 788    | 3,31 %   | —        | 2                                  | —                               | 2          |
|            | Демократический альянс                                         | 39 712    | 3,00 %   | —        | 2                                  | —                               | 2          |
|            | Европейская партия Украины                                     | 29 059    | 2,20 %   | ▼1,27 %  | —                                  | —                               | —          |
|            | Партия регионов                                                | 22 659    | 1,71 %   | ▼2,24 %  | —                                  | —                               | —          |
|            | Политическая партия «5.10»                                     | 20 337    | 1,53 %   | —        | —                                  | —                               | —          |
|            | Всеукраинское объединение «Демократы (Демократическая партия)» | 19 611    | 1,48 %   | —        | —                                  | —                               | —          |
|            | Партия зелёных Украины                                         | 19 439    | 1,47 %   | —        | —                                  | —                               | —          |
|            | «Общее действие»                                               | 16 939    | 1,28 %   | —        | —                                  | —                               | —          |
|            | Правая воля Украины                                            | 16 657    | 1,26 %   | —        | —                                  | —                               | —          |
|            | Коммунистическая партия Украины                                | 16 617    | 1,25 %   | ▼ 0,99 % | —                                  | —                               | —          |
|            | Демократическая партия Украины                                 | 16 459    | 1,24 %   | —        | —                                  | 2                               | 2          |
|            | Партия ветеранов Афганистана                                   | 14 140    | 1,07 %   | —        | —                                  | —                               | —          |
|            | Самовыдвиженцы                                                 | —         | —        | —        | —                                  | 9                               | 9          |
| Всего ( %) | Всего ( %)                                                     | 1 320 603 | 100,00 % | —        | 60                                 | 60                              | 120        |